# Jorge Kaiser
Jorge Kayser Nickels (Santa Rosa, El Oro, 15 de octubre de 1928 - 2 de septiembre de 2003) fue un empresario agrícola ecuatoriano, descubridor de un sustituto natural del café y pionero de la producción del camarón en cautiverio.

## Biografía

### Primeros años
Jorge Kaiser Nickels nació en Santa Rosa, Provincia de El Oro, Ecuador, el 15 de octubre de 1928. Desde muy joven se involucró en la agricultura y la ganadería. Fue patrón costanero y reconocido por ser alguien que luchó para que su provincia natal tenga mayores adelantos para su producción.

### Sustituto del café
Revolucionó la industria del café a nivel mundial, cuando dio a conocer en 1967 el descubrimiento de un sustituto del café, sin cafeína, hecho a base de vegetales no ofensivos para la salud, apto para el consumo humano, el cual mantiene un color y olor similar al café tradicional. Ese mismo año la agencia internacional de noticias UPI, detalló ampliamente el logro de Kaiser al mundo. El coplero manabita, Francisco Romero Albán, en su columna diaria Coplas de Pancholín, publicó: “Hoy aplaudo al ciudadano/ que al café, valioso fruto,/ le ha encontrado un sustituto/ más económico y sano".

### Camarón
Kaiser también estuvo interesado en la investigación acerca del camarón y en la búsqueda de su posible reproducción y desarrollo en cautiverio mediante piscinas, logrando con éxito un método que transmitió a sus colegas de la provincia del Oro y del país, generando un crecimiento y nacimiento del mercado camaronero ecuatoriano.

### Últimos años y muerte
En 2002, la Municipalidad de Santa Rosa lo declaró Ciudadano Notable en mérito a su labor y aporte económico e industrial al país, producto de su trayectoria visionaria a través del establecimiento de diversos negocios. Así mismo el Congreso Nacional del Ecuador le otorgó la condecoración "Vicente Rocafuerte" por su relevante aporte a los servicios ciudadanos y como un empresario creador de fuente laboral ejemplar.
Falleció el 2 de septiembre de 2003, y en homenaje a su aporte industrial, se erigió un monumento al ingreso de su cantón de origen, Santa Rosa.

## Reconocimientos
- La Municipalidad de Santa Rosa lo declaró "Ciudadano Notable" en mérito a su labor.[1]
- En la entrada de Santa Rosa, existe un monumento en su honor.[1]
- Condecoración "Vicente Rocafuerte" de la Asamblea Nacional.[3]